# Bahnhof Mitake (Tokio)
Der Bahnhof Mitake (jap. 御嶽駅, Mitake-eki) ist ein Bahnhof auf der japanischen Insel Honshū. Er wird von der Bahngesellschaft JR East betrieben und befindet sich im Westen der Präfektur Tokio auf dem Gebiet der Stadt Ōme, inmitten des Okutama-Berglandes.

## Beschreibung
Mitake ist ein Zwischenbahnhof an der Ōme-Linie, die von Tachikawa durch das obere Tama-Tal nach Oku-Tama führt. Montags bis freitags fahren Nahverkehrszüge alle 30 bis 45 Minuten. An Wochenenden und Feiertagen wird das Angebot um drei Schnellzugpaare mit dem Namen Holiday Rapid Okutama ergänzt, die von Shinjuku oder Tokio aus nach Oku-Tama und zurück verkehren. Die Bushaltestelle vor dem Bahnhof wird von zwei Linien der Gesellschaft Nishi Tōkyō Bus bedient. Eine davon verkehrt zur Standseilbahn-Talstation der Mitake Tozan Tetsudō im nahe gelegenen Ort Takimoto.
Der Bahnhof steht im Stadtteil Mitakehonchō nahe dem linken Ufer des Tama. Die Anlage ist von Osten nach Westen ausgerichtet und besitzt drei Gleise, von denen zwei dem Personenverkehr dienen. Diese liegen an einem teilweise überdachten Mittelbahnsteig, der über einen Personentunnel mit dem Empfangsgebäude an der Südseite verbunden ist. Entsprechend der hohen touristischen Bedeutung befindet sich in dem Gebäude ein Touristeninformationszentrum. In der Nähe befinden sich mehrere Sehenswürdigkeiten, darunter das Museum des Malers Kawai Gyokudō, das Mitake-Kunstmuseum und der Musashi-Mitake-Schrein.
Im Fiskaljahr 2014 nutzten durchschnittlich 683 Fahrgäste täglich den Bahnhof, wobei dieser Wert an Wochenenden und Feiertagen deutlich höher ist.

## Bilder

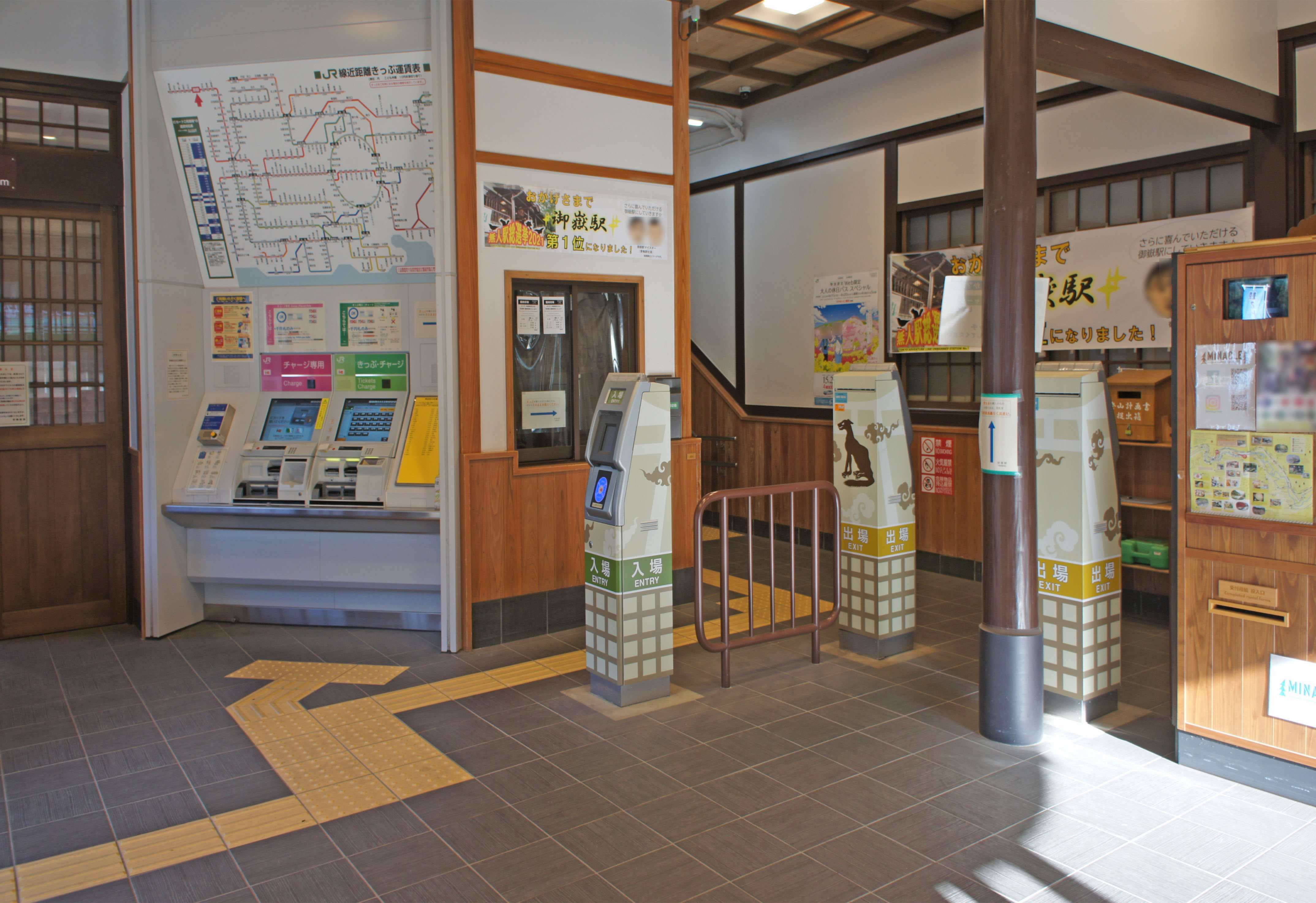
Eingangsbereich
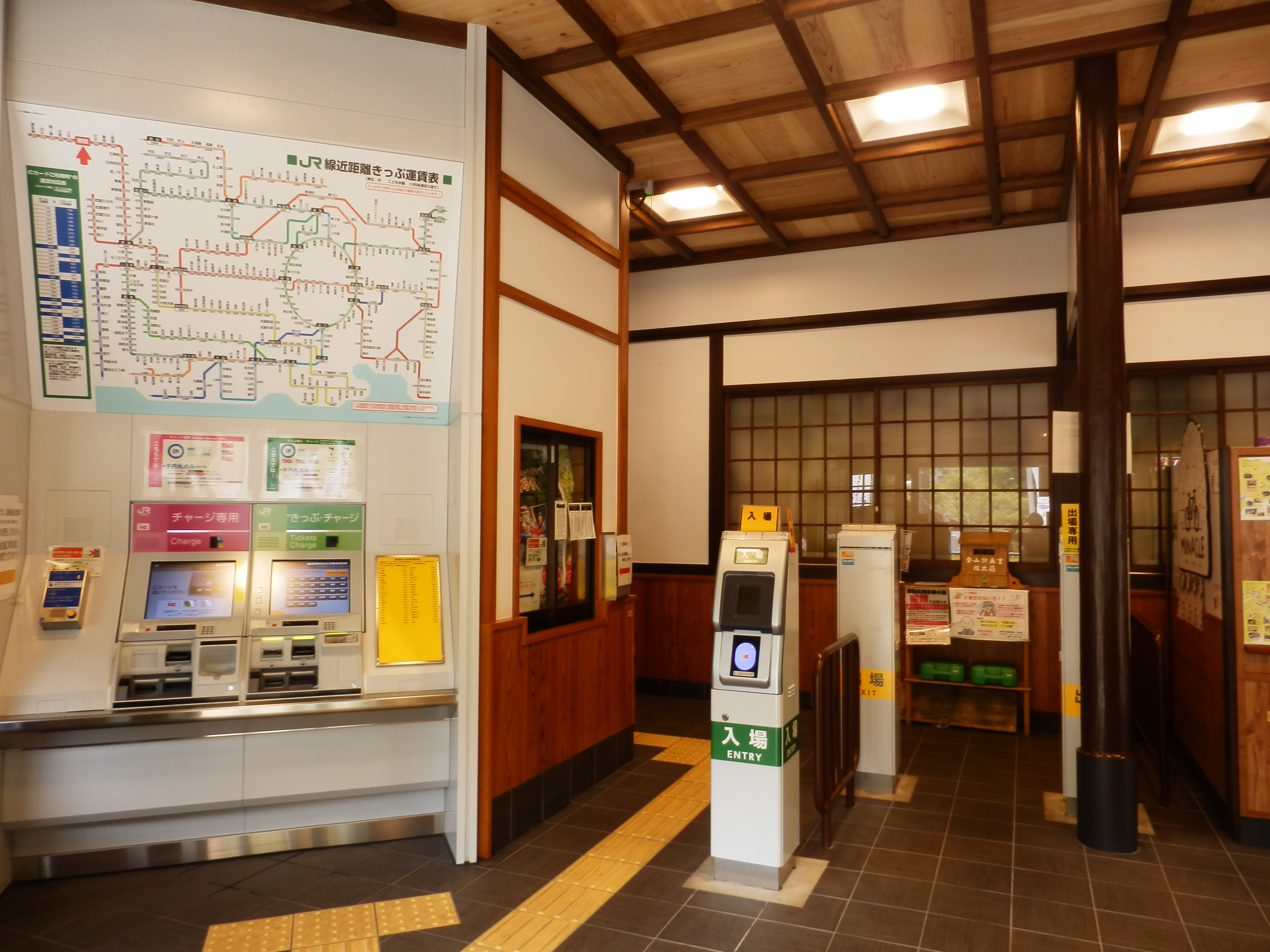
Schalterhalle
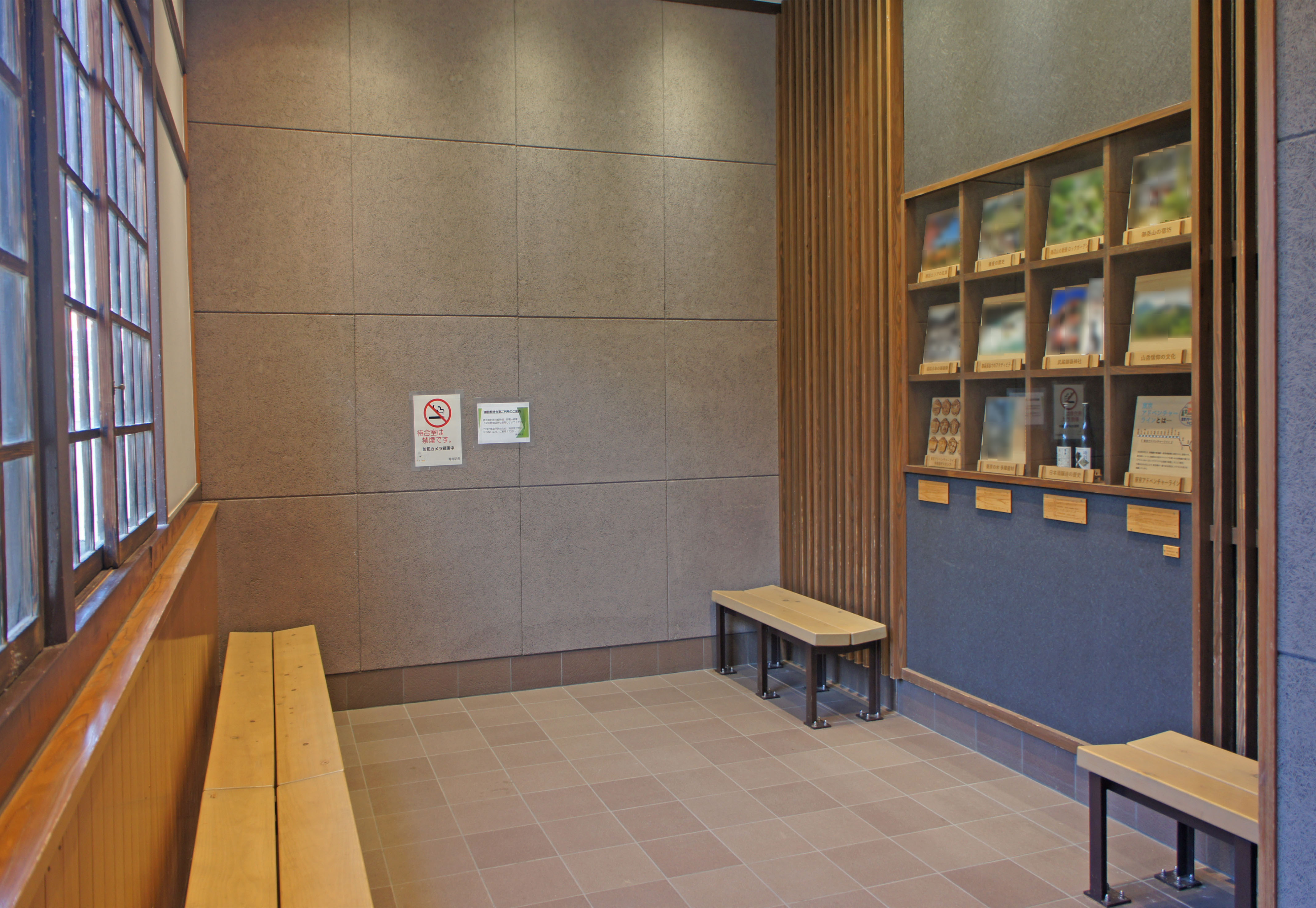
Warteraum
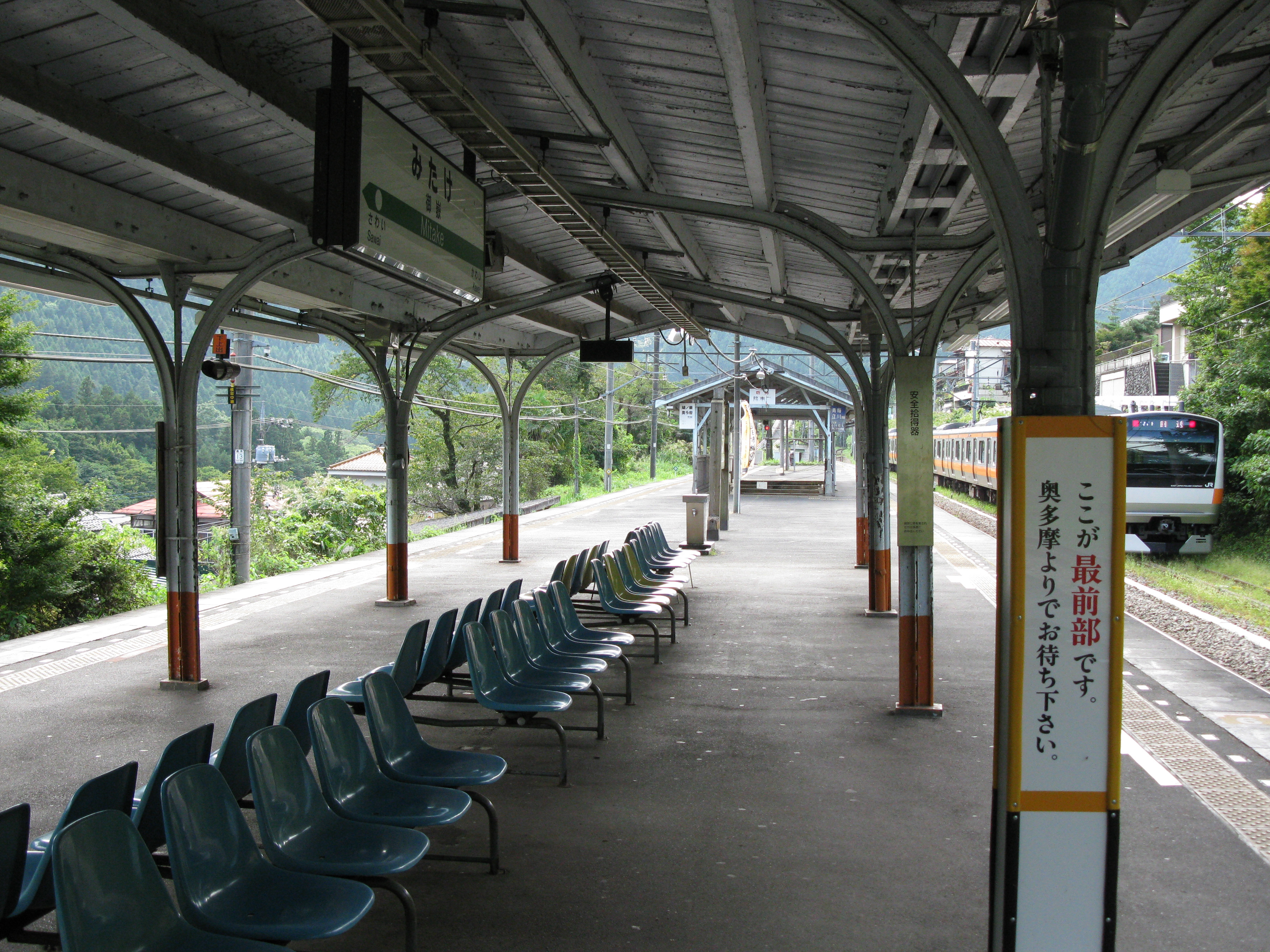
Bahnsteig

## Gleise
| 1 | ▉ Ōme-Linie | Oku-Tama                           |
| 2 | ▉ Ōme-Linie | Ōme • Tachikawa • Shinjuku • Tokio |

## Linien
| Verlauf der Ōme-Linie |
| --- |
| Tachikawa • Nishi-Tachikawa • Higashi-Nakagami • Nakagami • Akishima • Haijima • Ushihama • Fussa • Hamura • Ozaku • Kabe • Higashi-Ōme • Ōme • Miyanohira • Hinatawada • Ishigamimae • Futamatao • Ikusabata • Sawai • Mitake • Kawai • Kori • Hatonosu • Shiromaru • Oku-Tama |

## Geschichte
Die Bahngesellschaft Ōme Denki Tetsudō verlängerte die Ōme-Linie am 1. September 1929 von Futamatao bis hierher. Rund 15 Jahre lang war Mitake die westliche Endstation. Während des Pazifikkriegs strebte der japanische Staat danach, verschiedene Privatbahnen von strategisch wichtiger Bedeutung, die nach der ersten Verstaatlichungswelle von 1906/07 entstanden waren, unter seine Kontrolle zu bringen. Entsprechend einer 1941 erlassenen Verordnung war unter anderem die Ōme Denki Tetsudō davon betroffen, die am 1. April 1944 in staatlichen Besitz überging. Eine weitere Bahngesellschaft, die im Juni 1937 gegründete Okutama Denki Tetsudō (奥多摩電気鉄道), wurde am selben Tag verstaatlicht. Sie hatte damit begonnen, eine Anschlussstrecke von Mitake nach Oku-Tama zu bauen. Das Eisenbahnministerium stellte sie fertig und nahm sie am 1. Juli 1944 in Betrieb.
Aus Rationalisierungsgründen stellte die Japanische Staatsbahn im November 1958 den Güterumschlag ein. Im Rahmen der Staatsbahnprivatisierung ging der Bahnhof am 1. April 1987 in den Besitz der neuen Gesellschaft JR East über. Der Streckenteil westlich von Ōme wird als Tokyo Adventure Line vermarktet. Um das Potential besser zu nutzen, wurde das Empfangsgebäude bis 2019 etappenweise umfassend erneuert und konsequent auf die Bedürfnisse von Touristen ausgerichtet.